# Tour Poudrière de Riga
La Tour Poudrière (en letton : Pulvertornis) de Riga, en Lettonie, est située dans le centre historique de la ville. Elle faisait à l'origine partie du système défensif de la ville. La Tour Poudrière a été restructurée dans les années 1937 à 1940 lorsqu'elle a été intégrée à la structure du Musée Letton de la Guerre

## Le musée
Fondé en 1916 comme musée des Tirailleurs lettons dans la tour, en 1936 il s'étendait dans le bâtiment voisin.

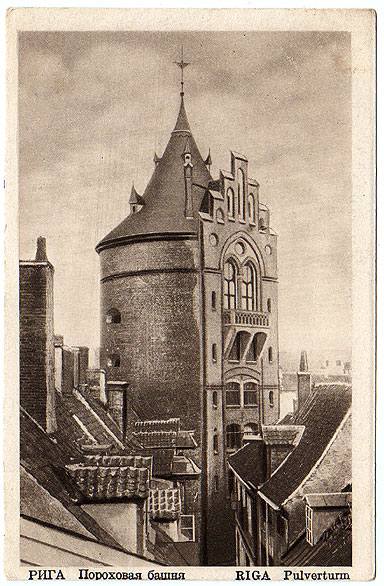
Carte postale du début du 20e siècle.
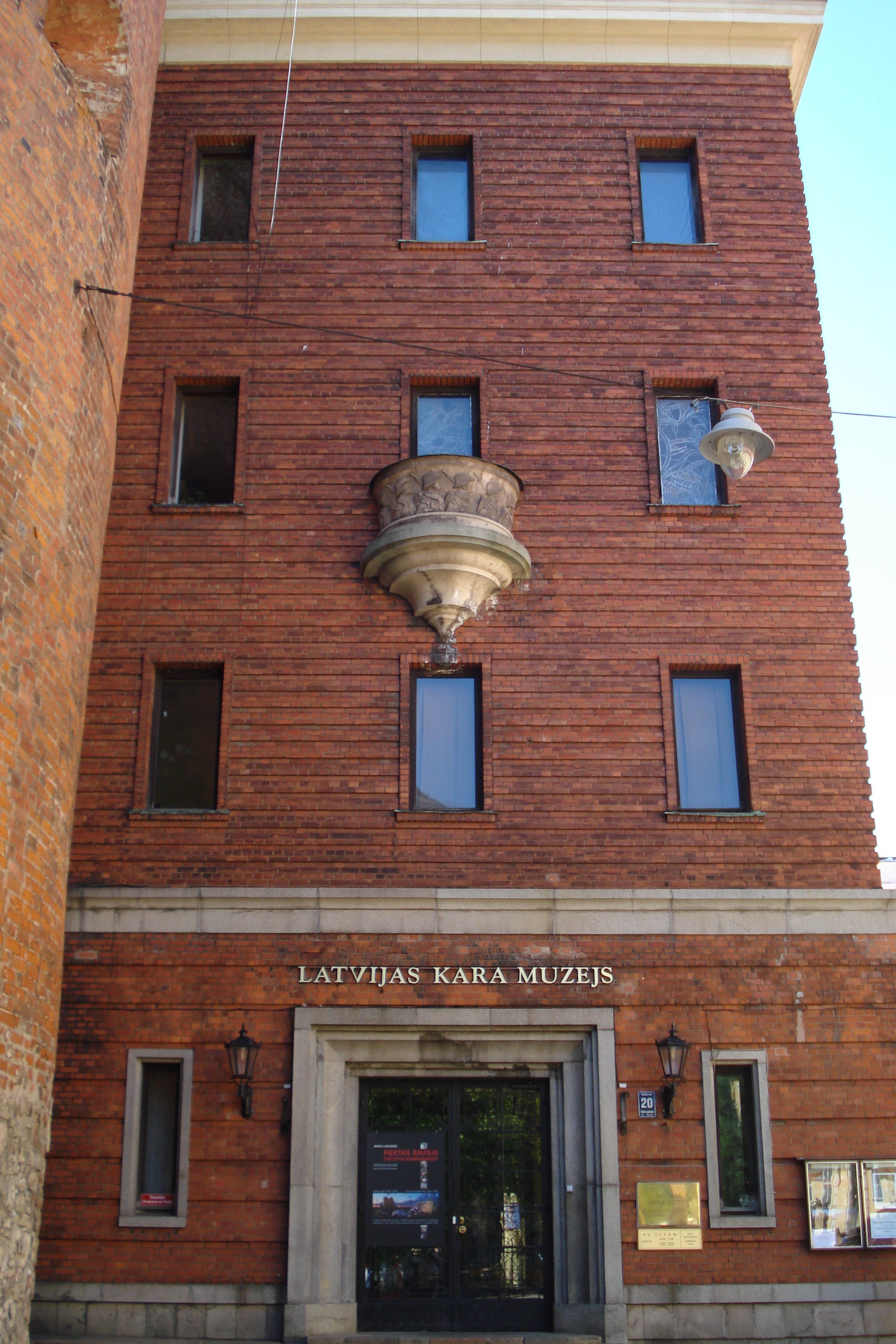
L'entrée du musée.
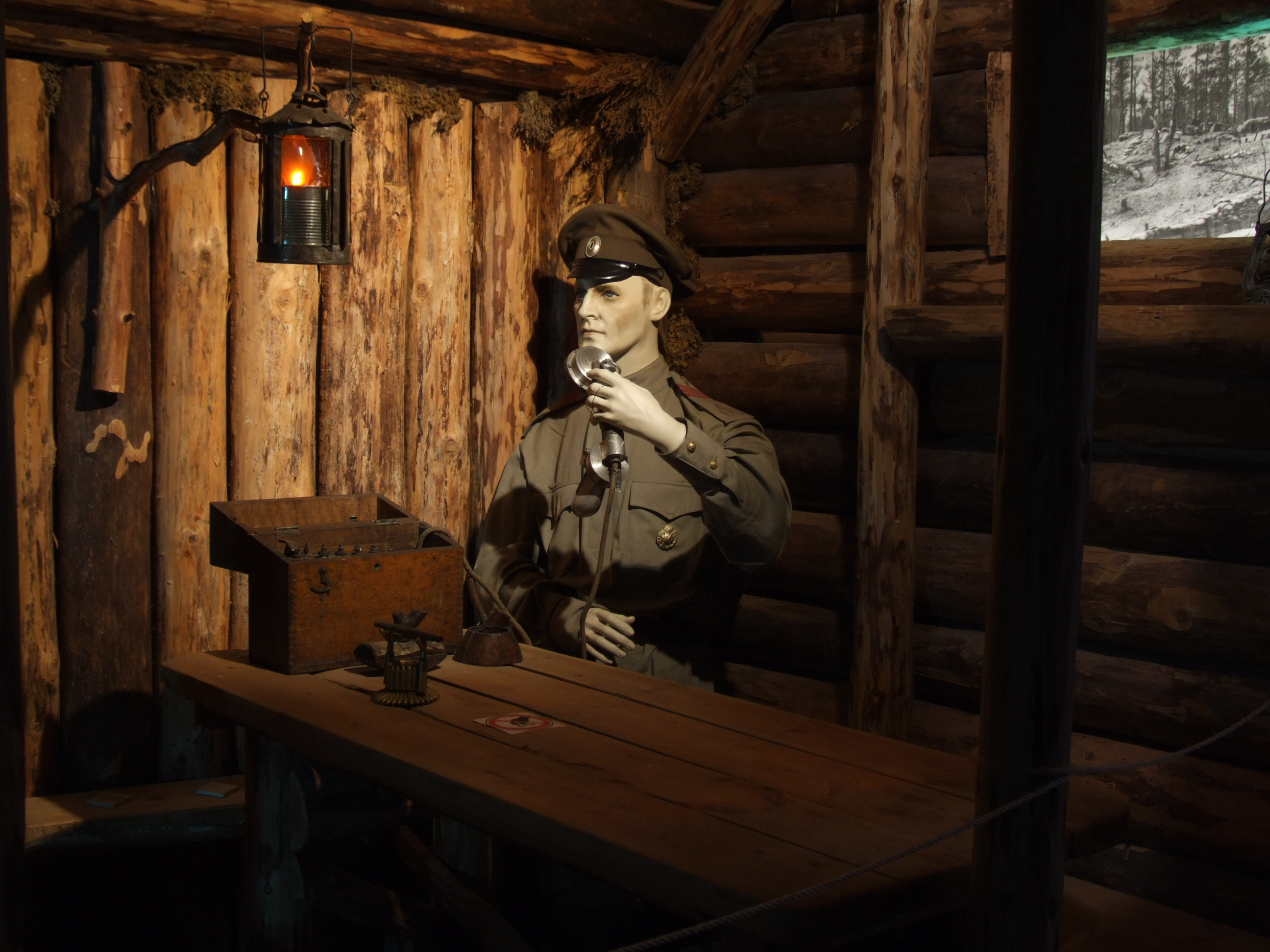
Soldat russe de la Première guerre mondial au téléphone.
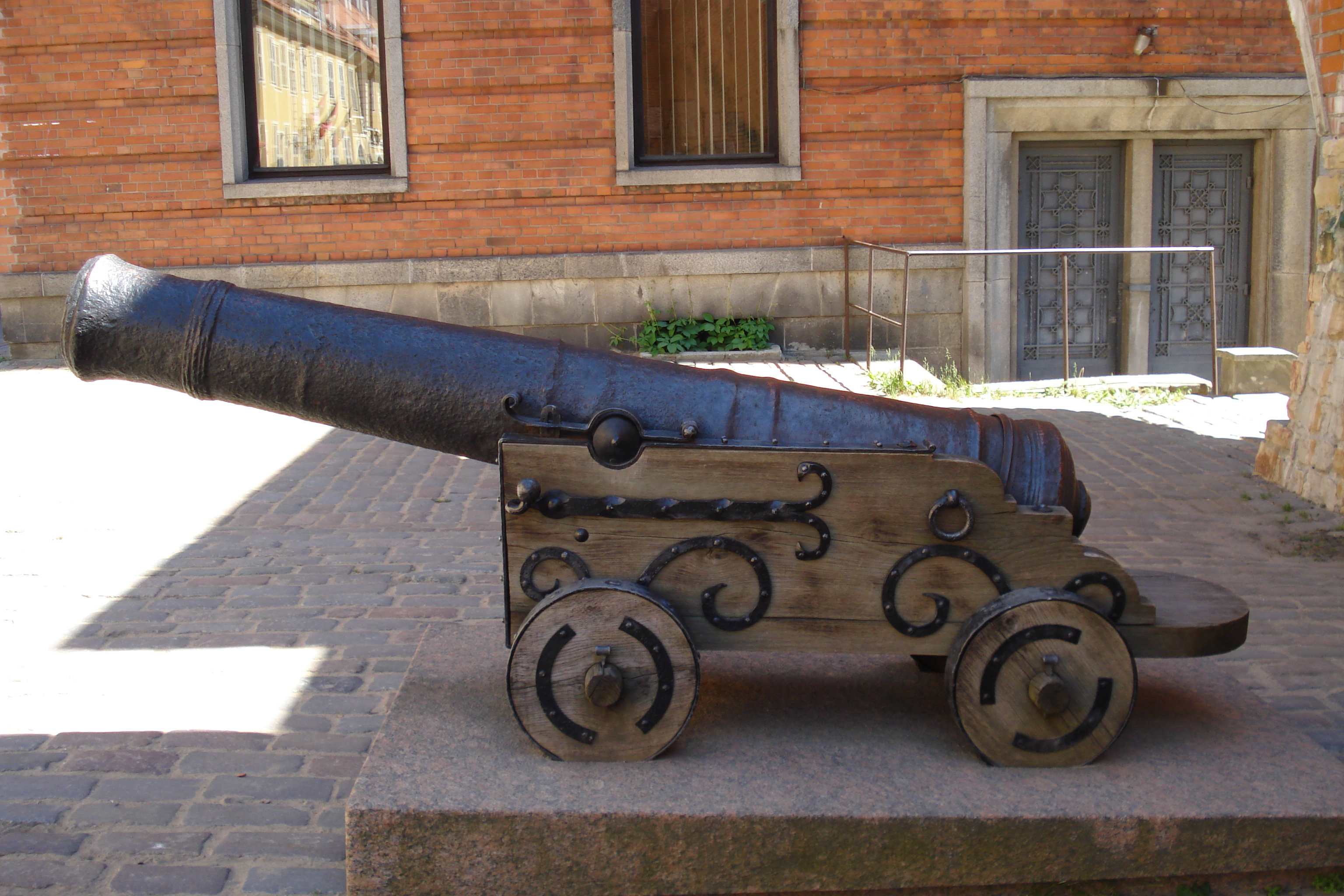
Canon sans culasse.